# Goerodes inequalis
Goerodes inequalis är en nattsländeart som först beskrevs av Martynov 1936.  Goerodes inequalis ingår i släktet Goerodes och familjen kantrörsnattsländor. Inga underarter finns listade i Catalogue of Life.